# Пыжа (приток Филипповки)
Пыжа — река в России, протекает в Кирово-Чепецком районе Кировской области. Устье реки находится в 17 км по правому берегу реки Филипповка. Длина реки составляет 12 км.
Исток реки в 2 км к юго-востоку от деревни Вяткино. Река течёт на север, в нижнем течении поворачивает на запад. В среднем течении река протекает деревни Пустая и Пыжа. На реке две небольшие запруды — одна вскоре после истока, вторая у деревни Пустая. Приток — Пыжанка (правый). Впадает в Филипповку в 3 км к западу от деревни Пыжа. Ширина реки на всём протяжении не превышает 10 м.

## Данные водного реестра
По данным государственного водного реестра России относится к Камскому бассейновому округу, водохозяйственный участок реки — Чепца от истока до устья, речной подбассейн реки Вятка. Речной бассейн реки — Кама.